# 道教人物列表
下面是道教历史上出现的知名人物的一个列表。请注意，这些人在历史上都是确有其人的。關於道教所信仰的神仙，请参看道教神祇列表。

## 古代
- 老子，約公元前600年
- 列御寇，約公元前400年
- 歷代张天师
- 魏伯阳
- 于吉
- 左慈
- 宫崇
- 张角
- 葛洪，公元284至364年
- 魏華存
- 许逊
- 寇謙之
- 陆修静
- 陶弘景
- 孙思邈
- 司马承祯
- 吕洞宾
- 陈抟，公元871至989年
- 曾慥
- 施肩吾
- 王文卿
- 张伯端
- 王重陽
- 全真七子
  - 马钰
  - 谭处端
  - 刘处玄
  - 丘处机
  - 王处一
  - 郝大通
  - 孙不二
- 白玉蟾
- 张三丰
- 伍守阳
- 柳华阳
- 黄初平
- 林默
- 陳靖姑
- 陳守元
- 林靈素
- 冷谦
- 陆西星
- 刘一明
- 李淳風
- 朱思本
- 袁天罡
- 廣澤尊王

## 近现代
- 陈撄宁
- 易心莹
- 闵智亭
- 傅圆天
- 张源先
- 陳鼓應
- 胡孚琛
- 张至顺

## 参看
- 道教歷代龍虎山天師列表